# Bo Svensson
Bo Svensson (ur. 4 sierpnia 1979 w Skørping) – duński trener i piłkarz występujący na pozycji obrońcy.

## Kariera klubowa
Svensson zawodową karierę rozpoczynał w pierwszoligowym klubie FC København. W lidze duńskiej zadebiutował 3 października 1999 w wygranym 2:1 meczu z Akademisk BK. W 2001 roku zdobył z klubem mistrzostwo Danii i Superpuchar Danii. W 2002 roku jego klub wywalczył wicemistrzostwo Danii, a także zagrał w finale Pucharu Danii, w którym przegrał 1:2 z Odense BK. 6 października 2002 w wygranym 2:1 pojedynku z Silkerborgiem Svensson strzelił pierwszego gola w trakcie gry w ekstraklasie. Zimą 2003 roku, kiedy kapitan FC København - Peter Nielsen zakończył karierę, Svensson został mianowany nowym kapitanem zespołu. W tym samym roku zdobył z klubem mistrzostwo Danii. W 2004 roku jego zespół wywalczył mistrzostwo Danii, a także wygrał Puchar Danii i Superpuchar Danii. W 2005 roku wywalczył wicemistrzostwo Danii, a także przegrał finał Pucharu Ligi Duńskiej z Brøndby IF. W drużynie z Kopenhagi Svensson grał do stycznia 2006. W sumie rozegrał tam 151 ligowych spotkań i zdobył w nich 4 bramki.
W styczniu 2006 przeszedł do niemieckiej Borussii Mönchengladbach, grającej w Bundeslidze. W tej lidze zadebiutował 8 lutego 2006 w bezbramkowo zremisowanym meczu z FC Schalke 04. W sezonie 2006/2007 zajął z klubem 18. miejsce w lidze i spadł z nim do drugiej ligi. Wówczas odszedł z klubu.
Został zawodnikiem innego drugoligowca - 1. FSV Mainz 05. Pierwszy występ w jego barwach zanotował 27 września 2007 w przeciwko TSV 1860 Monachium (2:1). W sezonie 2008/2009 zajął z klubem 2. miejsce w lidze i awansował z nim do ekstraklasy.

## Kariera reprezentacyjna
W 2000 roku Svensson rozegrał dwa spotkania w reprezentacji Danii U-21. 27 maja 2006 w zremisowanym 1:1 towarzyskim meczu z Paragwajem Svensson zadebiutował w kadrze seniorskiej.